# 悲しきフェルナンド
「悲しきフェルナンド」(かなしきフェルナンド、Fernando）は、ベニー・アンダーソンとビョルン・ウルヴァースがアンニ＝フリッド・リングスタッド（フリーダ）のために書いた曲で、1975年にフリーダのソロ・アルバム『Frida Ensam』に収録された。
その後、ABBAとして再レコーディングされ、グループのベスト盤『グレイテスト・ヒッツ』に新曲として収録、1976年にはシングルとして発売され、一部の国では同年のアルバム『アライヴァル』にも収録された。
ローリング・ストーンが選ぶ「最も素晴らしいABBAの曲」のランキングでは12位に選ばれた。

## 売上
本曲は1976年3月にリリースされると13か国で首位を獲得し、全世界で1,000万枚の売り上げを記録した。オーストラリアでは14週連続1位、40週に渡りチャートインし、エド・シーランの「シェイプ・オブ・ユー」に記録を破られるまで歴代最長の記録を40年以上に渡り保持していた。1997年時点でオーストラリアで最も売れたシングルの一つであった。

## チャート
| チャート (1976年)                                     | 最高 順位 |
| ----------------------------------------------------- | --------- |
| オーストラリア (ケント・ミュージック・レポート)       | 1         |
| オーストリア (エードライ・オーストリア・トップ40)     | 1         |
| ベルギー (ウルトラトップ)                             | 1         |
| ブラジル (IBOPE)                                      | 9         |
| カナダ (RPM)                                          | 4         |
| カナダ アダルト・コンテンポラリー (RPM)               | 1         |
| デンマーク (IFPI)                                     | 4         |
| フィンランド (Seura and Help magazine)                | 5         |
| フランス (SNEP)                                       | 2         |
| アイルランド (IRMA)                                   | 1         |
| イタリア (Musica e dischi)                            | 3         |
| オランダ (Dutch Top 40)                               | 1         |
| オランダ (Single Top 100)                             | 1         |
| ニュージーランド (ニュージーランド・レコード産業協会) | 5         |
| ノルウェー (ヴェーゲー・リスタ)                       | 2         |
| ポルトガル (AFP)                                      | 1         |
| ローデシア                                            | 2         |
| 南アフリカ (Springbok Radio)                          | 1         |
| スペイン (El Gran Musical)                            | 4         |
| スウェーデン (スヴァリイェトプリストン)               | 2         |
| スイス (シュヴァイツァー・ヒットパラーデ)             | 1         |
| 全英シングルチャート (OCC)                            | 1         |
| US Billboard Hot 100                                  | 13        |
| US Cashbox Top 100                                    | 10        |
| 西ドイツ (Media Control Charts)                       | 1         |

| チャート (1976年)                               | 最高順位 |
| ----------------------------------------------- | -------- |
| オーストラリア (ケント・ミュージック・レポート) | 1        |
| カナダ (RPM)                                    | 61       |
| ニュージーランド (Recorded Music NZ)            | 1        |
| 南アフリカ (Springbok Radio)                    | 5        |
| スイス (シュヴァイツァー・ヒットパラーデ)       | 2        |
| イギリス (Music Week)                           | 7        |
| US Easy Listening (ビルボード)                  | 20       |

## セールスと認定
| 国/地域                                             | 認定 | 認定/売上数 |
| --------------------------------------------------- | ---- | ----------- |
| オーストラリア                                      |      | 720,000     |
| オーストリア                                        |      | 2,000       |
| ブラジル                                            |      | 200,000     |
| カナダ (Music Canada)                               | Gold | 75,000^     |
| フランス (SNEP)                                     | Gold | 500,000*    |
| ドイツ (BVMI)                                       | Gold | 600,000     |
| アイルランド (IRMA)                                 | Gold | 7,500       |
| ケニヤ                                              |      | 10,000      |
| ポルトガル                                          |      | 80,000      |
| イギリス (BPI)                                      | Gold | 1,000,000   |
| ユーゴスラヴィア                                    | Gold | 100,000     |
| 概要                                                |      |             |
| 全世界                                              |      | 10,000,000  |
| * 認定のみに基づく売上数 ^ 認定のみに基づく出荷枚数 |      |             |